# 1er corps blindé (États-Unis)
Pour les articles homonymes, voir 1er corps d'armée.
Le 1er corps blindé des États-Unis est un corps de l'armée américaine créé en 1940. Il participa à la Seconde Guerre mondiale.

## Histoire
Le corps est envoyé au Maroc au cours de l'opération Torch comme la Western Task Force sous le commandement du lieutenant général George S. Patton. Cette force est la première force américaine à participer à la Seconde Guerre mondiale sur le théâtre européen.
Après son succès contre la Wehrmacht du général Erwin Rommel en Afrique du Nord, le 1er corps est rebaptisé 7e armée des États-Unis, le 10 juillet 1943, alors qu'il fait route en mer pour participer à l'invasion de la Sicile comme le fer de lance de l'Opération Husky.